# Liebfrauenkirche (Krefeld)

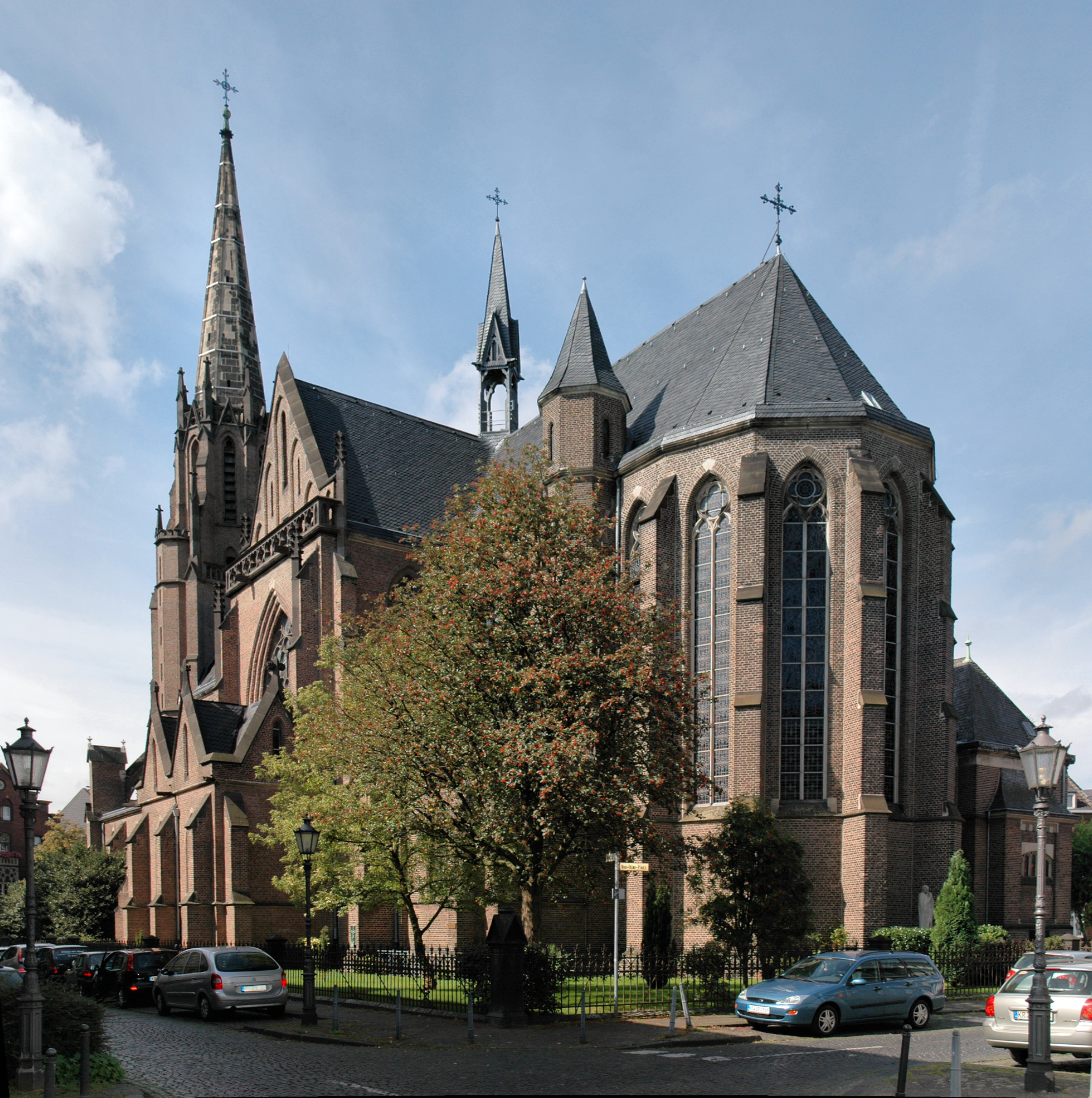
Liebfrauenkirche in Krefeld

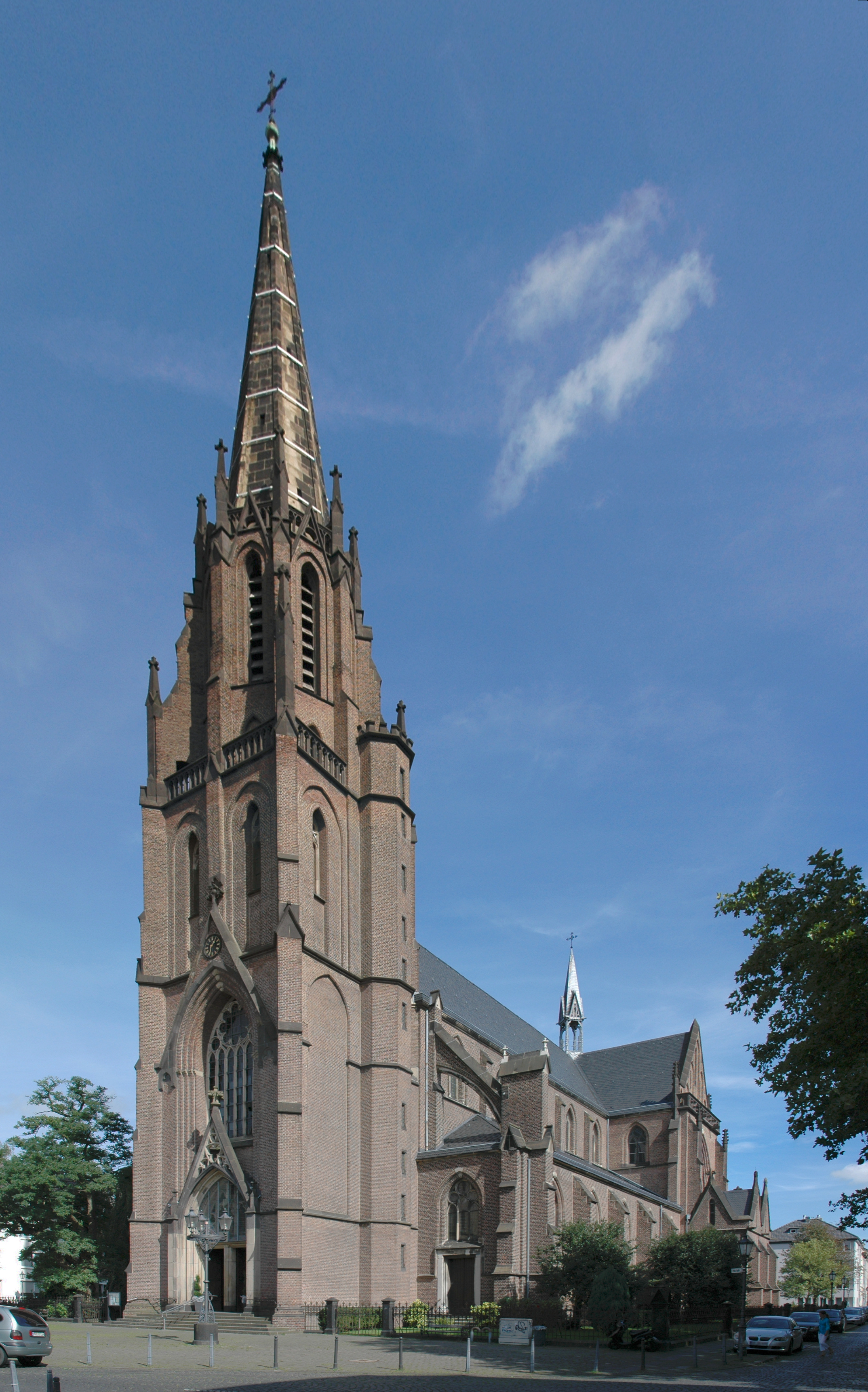
Glockenturm mit Hauptportal

Die Liebfrauenkirche ist eine römisch-katholische Filialkirche in der Innenstadt von Krefeld in Nordrhein-Westfalen. Sie ist Mariä Aufnahme in den Himmel (Mariä Himmelfahrt) geweiht und gehört zur Pfarre Papst Johannes XXIII. Krefeld, deren Pfarrkirche St. Dionysius ist. Das Gotteshaus wurde zwischen 1854 und 1860 nach Plänen von Vincenz Statz erbaut.

## Lage
Das Kirchengebäude befindet sich in der nördlichen Stadtmitte von Krefeld auf dem Von-Itter-Platz. Axial auf den Glockenturm zu führt von Süden her die Straße Westwall. Damit bildet die Liebfrauenkirche einen Dominante im Stadtbild.

## Geschichte
Im 19. Jahrhundert gab es nur eine katholische Kirche in Krefeld, dies war St. Dionysius. Zur Pfarrei St. Dionysius zählte auch das Viertel um die heutige Liebfrauenkirche. Aufgrund des starken Bevölkerungswachstums wurde Mitte des 19. Jahrhunderts der Bau von zwei weiteren Kirchen notwendig, da St. Dionyius die Zahl der Gläubigen nicht mehr fassen konnte. 1854 wurden die Grundsteine für St. Stephan und zur Liebfrauenkirche  gelegt. 1869 wurde die Liebfrauengemeinde, wie auch St. Stephan, von der Pfarre St. Dionysius losgelöst und zur selbstständigen Pfarrei erhoben. 2010 wurde die Pfarre aufgelöst und mit benachbarten Pfarreien zur Pfarre Papst Johannes XXIII. fusioniert. Pfarrkirche wurde St. Dionysius, die Liebfrauenkirche ist seitdem eine Filialkirche dieser Pfarre.

## Baugeschichte
Die Liebfrauenkirche wurde zwischen 1854 und 1860 nach Plänen des Kölner Architekten Vincenz Statz mit Ausnahme des Glockenturms erbaut. Dieser konnte zunächst aus Kostengründen nicht realisiert werden. Der Errichtung des Turmes erfolgte erst zwischen 1872 und 1877 ebenfalls nach Plänen von Statz. 2018 leiteten die Krefelder Architekten Karl-Heinz Petermann und Thomas Petermann eine umfangreiche Restaurierung des Innenraums und des Dachs.

## Baubeschreibung
Die Liebfrauenkirche ist eine dreischiffige Basilika aus Backsteinen im Stil der Neugotik. Im Westen befindet sich der dem Langhaus vorgebaute viergeschossige Glockenturm, der im 4. Geschoss in ein Achteck übergeht und von einem steinernen, achtseitigen Turmhelm bekrönt wird. Daran schließt sich östlich das fünfjochige und dreischiffige Langhaus an. Daran angebaut ist das Querschiff, und im Osten schließen sich daran die beiden Chöre der Seitenschiffe an sowie der zweijochige und fünfseitig geschlossene Hauptchor des Mittelschiffes. Die Fenster besitzen größtenteils zweibahniges Maßwerk, der Innenraum wird von Kreuzrippengewölben überspannt. Über der Vierung erhebt sich ein kleiner Dachreiter.

## Ausstattung
Von der ursprünglichen neugotischen Ausstattung haben sich der Hochaltar sowie einige Heiligenfiguren erhalten. Die Buntglasfenster stammen aus verschiedenen Jahren von unterschiedlichen Künstlern. Die ältesten Fenster stammen noch aus dem Jahr 1913, Hans Mennekes schuf 1953 mehrere Fenster, die Fenster im Chor stammen von Josef Strater aus dem Jahr 1952. Die bedeutendsten Fenster befinden sich in der Querhauskapelle. Sie wurden 1916 von Jan Thorn Prikker geschaffen.

## Glocken
Im Glockenturm befinden sich vier Glocken aus Bronze des Metzer Glockengießers François Joseph Gousse aus dem Jahr 1878. Es zählt zu den bedeutendsten Geläuten des Rheinlandes. Die Inschriften sind ein bemerkenswertes Zeitzeugnis zum Kulturkampf und zum Wechsel im Papstamt:
| Nr. | Name      | Gussjahr | Gießer                        | Durchmesser (mm) | Gewicht (kg, ca.) | Schlagton (HT-1/16) | Inschrift |
| --- | --------- | -------- | ----------------------------- | ---------------- | ----------------- | ------------------- | --- |
| 1   | Maria     | 1878     | François Joseph Goussel, Metz | 1686             | 3110              | b0 +6               | SANCTA MARIA MONSTRA TE ESSE MATREM POPULI QUEM MORS SUMMI PONTIFICIS DE TUO HONORE OPTIME MERITI VEHEMENTER [AFFLIXIT] („Heilige Maria, zeige, dass du die Mutter des Volkes bist, welches der Tod des um deine Ehre hoch verdienten Papstes (Pius IX.) heftig [betrübt hat].“)                                                          |
| 2   | Joseph    | 1878     | François Joseph Goussel, Metz | 1505             | 2210              | c′ +11              | BEATE JOSEPH PROTEGE NOVUM CHRISTIANORUM PATREM CUJUS PRAEDECESSOR TE PATRONUM ECCLESIAE SOLEMNITER DECLARAVIT („Heiliger Josef, beschütze den neuen Vater der Christen (Leo XIII.), dessen Vorgänger dich feierlich zum Schutzpatron der Kirche erklärte.“)                                                                              |
| 3   | Katharina | 1878     | François Joseph Goussel, Metz | 1347             | 1523              | d′ +3               | VIRGO SANCTA CATHARINA UTERE QUAE TIBI DATA EST POTESTATE HOMINUM ANIMOS FLECTENDI UT ANTISTITEM NOSTRUM EXULEM MOX REDUCEM SALUTEMUS („Heilige Jungfrau Katharina, benutze die dir gegebene Macht, die Herzen der Menschen zu beugen, damit wir unseren verbannten Bischof (Paulus Melchers) bald zurückgeführt begrüßen können.“)       |
| 4   | Barbara   | 1878     | François Joseph Goussel, Metz | 1236             | 1259              | es′ +4              | TUUM PATROCINIUM SANCTA BARBARA IN HAC TEMPORUM CALIGINE IMPLORAMUS NE IMPEDIANTUR SANI NEVE AEGROTI A SUSCIPIENDIS ECCLESIAE SACRAMENTIS („Deine Schirmherrschaft, heilige Barbara, flehen wir an in dieser Finsternis der Zeiten, damit weder die Gesunden noch die Kranken gehindert werden, die Sakramente der Kirche zu empfangen.“) |

Motiv: Regina caeli